# Ořechov (okres Jihlava)
Obec Ořechov (německy Worschechow, do roku 1924 Ořechová) se nachází v okrese Jihlava v Kraji Vysočina 6 km severovýchodně od Telče. Žije zde 72 obyvatel. Nadmořská výška 635 m. Nejbližší železniční stanice je Sedlejov, pošta v Urbanově.

## Název
Název se vyvíjel od varianty Vrsechaw (1355), Orzechowe (1385), Orzechowa (1390), Oržechowa (1678, 1718), Orechowa (1720), Oržechau (1751), Ořechau a Ořechov (1846), Ořechová a Ořechov (1881) až k podobě Ořechov v roce 1924. Místní jméno je odvozeno od přídavného jména ořechový a znamenalo místo porostlé ořeším.

## Historie
První písemná zmínka o obci pochází z roku 1355, kdy Štěpán z Březnice prodal Urbanov, Nevcehle a Ořechov Bohuňkovi z Volfířova. V roce 1379 byl majitelem Ořechova Jan Kadalice. Roku 1420 prodal Mareš z Volfířova Urbanov a Ořechov Janovi z Hradce k Telči. Od té doby náležel Ořechov k telčskému panství až do roku 1849. Před třicetiletou válkou bylo v Ořechově 10 usedlostí a všechny zůstaly po dobu války osazeny.  
Podle vceňovacího operátu žilo roku 1843 v Ořechově 115 obyvatel, z toho 51 mužů a 64 žen v 18 domech a 28 domácnostech. Z nich se živilo 9 zemědělstvím, 2 živnostmi, vedle 17 nádeníků. Desátky se odváděly panství Telč a faře v Urbanově. Na týdenní úterní trhy se z Ořechova jezdilo do Telče. 

### Správní začlenění obce od roku 1850
V letech 1850 až 1855 spadal pod politickou pravomoc podkrajského úřadu v Dačicích. Po vzniku smíšených okresních úřadů s politickou a soudní pravomocí byl v letech 1855 až 1868 podřízen okresnímu úřadu v Telči. Když byly roku 1868 veřejná správa a soudnictví opět odděleny, vrátil se pod politickou pravomoc okresního hejtmanství v Dačicích, od roku 1919 okresní správu politickou a od roku 1928 okresní úřad tamtéž.
Po osvobození v květnu 1945 náležel pod Okresní národní výbor v Dačicích. Při územní reorganizaci na přelomu let 1948 a 1949 byl připojen pod správní okres Třešť a v jeho rámci pod nově vzniklý Jihlavský kraj. Při další územní reorganizaci v polovině roku 1960 připadl pod správní okres Jihlava až do zrušení okresního úřadu v Jihlavě koncem roku 2002. V roce 1976 byl Ořechov připojen pod obec Urbanov, od roku 1991 je opět samostatnou obcí. Od roku 2003 spadá pod pověřený městský úřad v Telči v samosprávném kraji Vysočina.  

### Hospodářský vývoj obce do konce 20. století
Ve 2. polovině 19. a v 1. polovině 20. století se většina obyvatelstva obce živila zemědělstvím. V roce 1900 byla výměra hospodářské půdy obce 280 ha. V roce 1911 zde nebyl žádný živnostník. Živnosti k roku 1924: 1 pilař, 1 stolař, 14 hosp. rolníků. 
Připojením na síť ZME Brno byla obec elektrifikována až v roce 1946. JZD bylo založeno v 50. letech 20. století. V roce 1974 bylo sloučeno do JZD Nevcehle. Nyní převládající zaměstnání: zemědělství, dojíždka do průmysl. závodů ve městech. Po roce 1945 postaveno: obecní úřad, hasičská zbrojnice, rodinné domky. Sbor dobrovolných hasičů založilo v roce 1952 dvacet občanů, prvním velitelem se stal Ludvík Novák. V roce 2013 měl sbor 17 členů.

## Přírodní poměry
Ořechov leží v okrese Jihlava v Kraji Vysočina. Nachází se 6 km severovýchodně od Telče.
Obec leží v jihozápadní části Brtnické vrchoviny, která se svým uspořádáním liší od východněji položené náhorní plošiny. Západně od Ořechova probíhá nad okrajovým svahem vrchoviny k severu hřbet, s vyvýšeninami kolem 670 m n. m. vysokými a obtáčí skupinu vrchů kolem Veselského kopce u Nepomuku, stejně jako údolí horního toku potoka Řečice. K západu svahy hřbetu spadají do údolí Moravské Dyje a k Dačické sníženině. V rámci Brtnická vrchoviny spadá pod geomorfologický okrsek Markvartická pahorkatina. Průměrná nadmořská výška činí 635 metrů. Nejvyšší bod o nadmořské výšce 655 metrů se nachází v severním cípu území. Východní hranici tvoří Řečice, na níž na jihovýchodním okraji katastru leží Vodnatý rybník.

## Obyvatelstvo
V roce 1850 měla 116 obyvatel, malá obec s českým obyvatelstvem. Podle sčítání 1930 zde žilo v 25 domech 117 obyvatel. 114 obyvatel se hlásilo k československé národnosti. Žilo zde 109 římských katolíků a 8 příslušníků Církve československé husitské.
| Rok            | 1869 | 1880 | 1890 | 1900 | 1910 | 1921 | 1930 | 1950 | 1961 | 1970 | 1980 | 1991 | 2001 | 2011 |
| Počet obyvatel | 113  | 133  | 114  | 117  | 120  | 115  | 117  | 112  | 108  | 97   | 84   | 72   | 74   | 68   |

## Obecní správa a politika
Obec leží na katastrálním území Ořechov u Telče a je členem Mikroregionu Telčsko a místní akční skupiny Mikroregionu Telčsko.
Obec má sedmičlenné zastupitelstvo, v jehož čele stojí starosta Pavel Volavka.
| Období    | Voliči | Účast v % | Mandáty | Výsledky                                 | Starosta      |
| --------- | ------ | --------- | ------- | ---------------------------------------- | ------------- |
| 2002–2006 | 54     | 90,74     | 7       | 5 SNK pro Ořechov II 2 SNK pro Ořechov I | Pavel Volavka |
| 2006–2010 | 56     | 78,57     | 7       | 7 Nezávislí pro Ořechov                  | Pavel Volavka |
| 2010–2014 | 52     | 88,46     | 7       |                                          | Pavel Volavka |
| 2014–2018 | 55     | 85,45     | 7       |                                          | Jana Divišová |

## Hospodářství a doprava
V obci sídlí firma PULETZ & VANICEK, s.r.o., tesařství Sobotka a firma Izolace Diviš. Obcí prochází silnice III. třídy č. 02322 ke komunikaci II. třídy č. 23. Dopravní obslužnost zajišťují dopravci ICOM transport, Tourbus, TRADO-BUS a ČSAD Jindřichův Hradec. Autobusy jezdí ve směrech Dačice, Nová Říše, Stará Říše, Telč, Brno, Jindřichův Hradec, České Budějovice, Třebíč, Studená, Jihlava a Zadní Vydří. Obcí prochází cyklistická trasa č. 5123 z Urbanova do Dyjic.

## Školství, kultura a sport
Děti dojíždějí do základní školy v Telči. Působí zde Sbor dobrovolných hasičů Ořechov.

## Pamětihodnosti
- Boží muka roku 1774 na polní cestě do Urbanova
- Tři litinové kříže z let 1865, 1890 a 1905
- Na katastru obce dva pamětní kameny, jeden u staré polní cesty do Žatce k připomenutí tragické události, druhý na břehu rybníka Pilka s letopočtem 1942
- Pomník parašutistovi A. Opálkovi ze skupiny Out Distance a obětem druhé světové války z roku 1973